# Jungenspiele

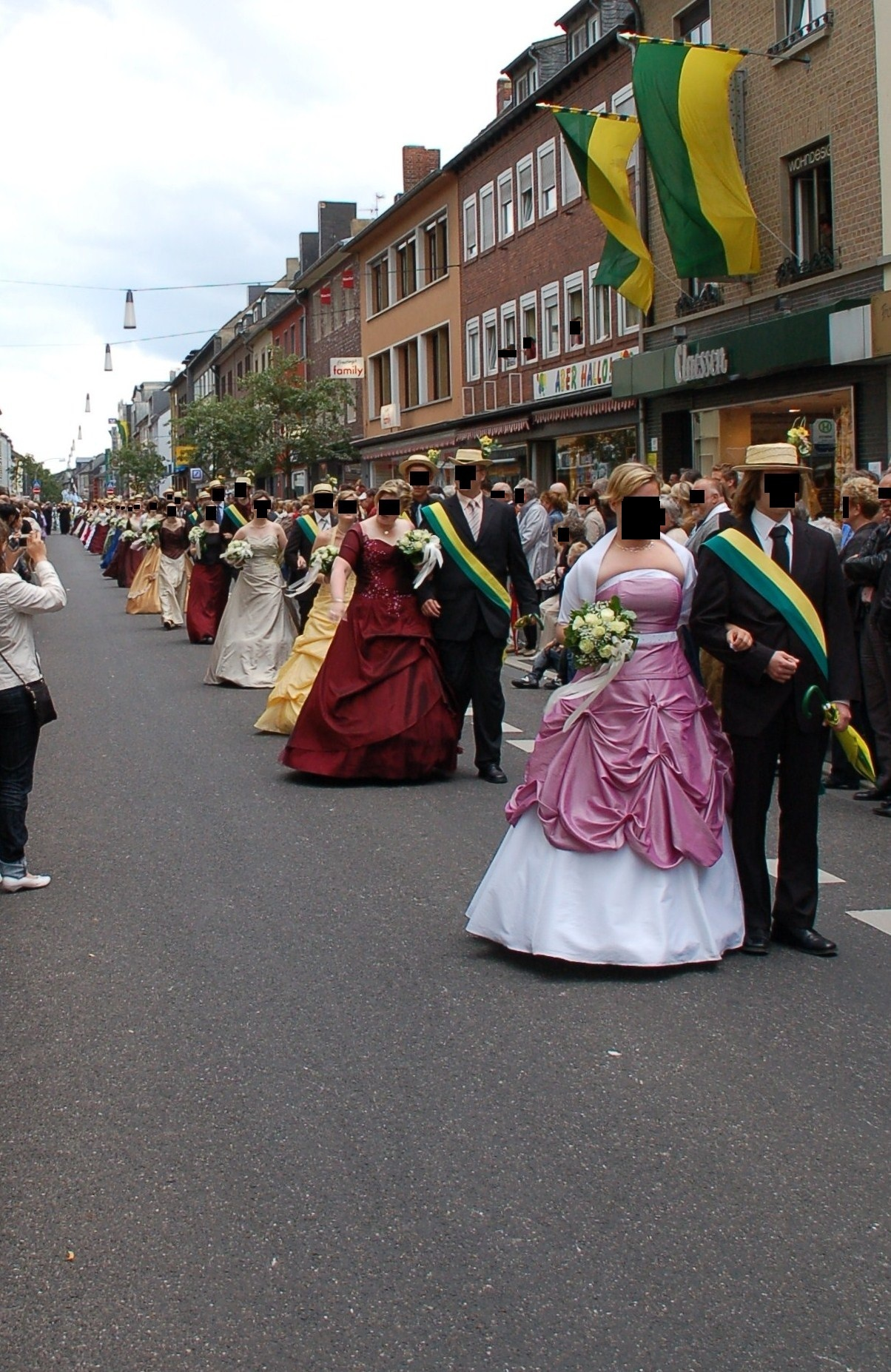
Maipaare des Scherberger Jungenspiels beim Sonntagnachmittagsumzug 2009

Die Jungenspiele haben in und um Würselen im westlichen Rheinland eine lange Tradition. Es handelt sich um Maigesellschaften, die nur in der Stadt Würselen als Jungenspiele bezeichnet werden. Erstmals wurden Vorläufer der Jungenspiele im Jahre 1620 urkundlich erwähnt. Im Frühjahr wählen die Maijungen, dies sind die Junggesellen eines Ortsteils, ihre jeweiligen Spielspitzen für das laufende Jahr. Diese bestehen je nach Jungenspiel aus Maikönig und Maikönigin (wird beim Maisingen bestimmt), Maiknecht und Maimagd, 1. und 2. Pritschenmeister, sowie bis zu zwei Ehrendamen. Neben der Spielspitze gehören zu einem Jungenspiel auch die Maipaare (die Maijungen mit ihren Maimädchen) sowie die Pritschenkinder (teilweise auch Fahrradkinder, Fahnenträger, Fahnenmädchen) sowie die Fahnenschwenker.

## Maisingen

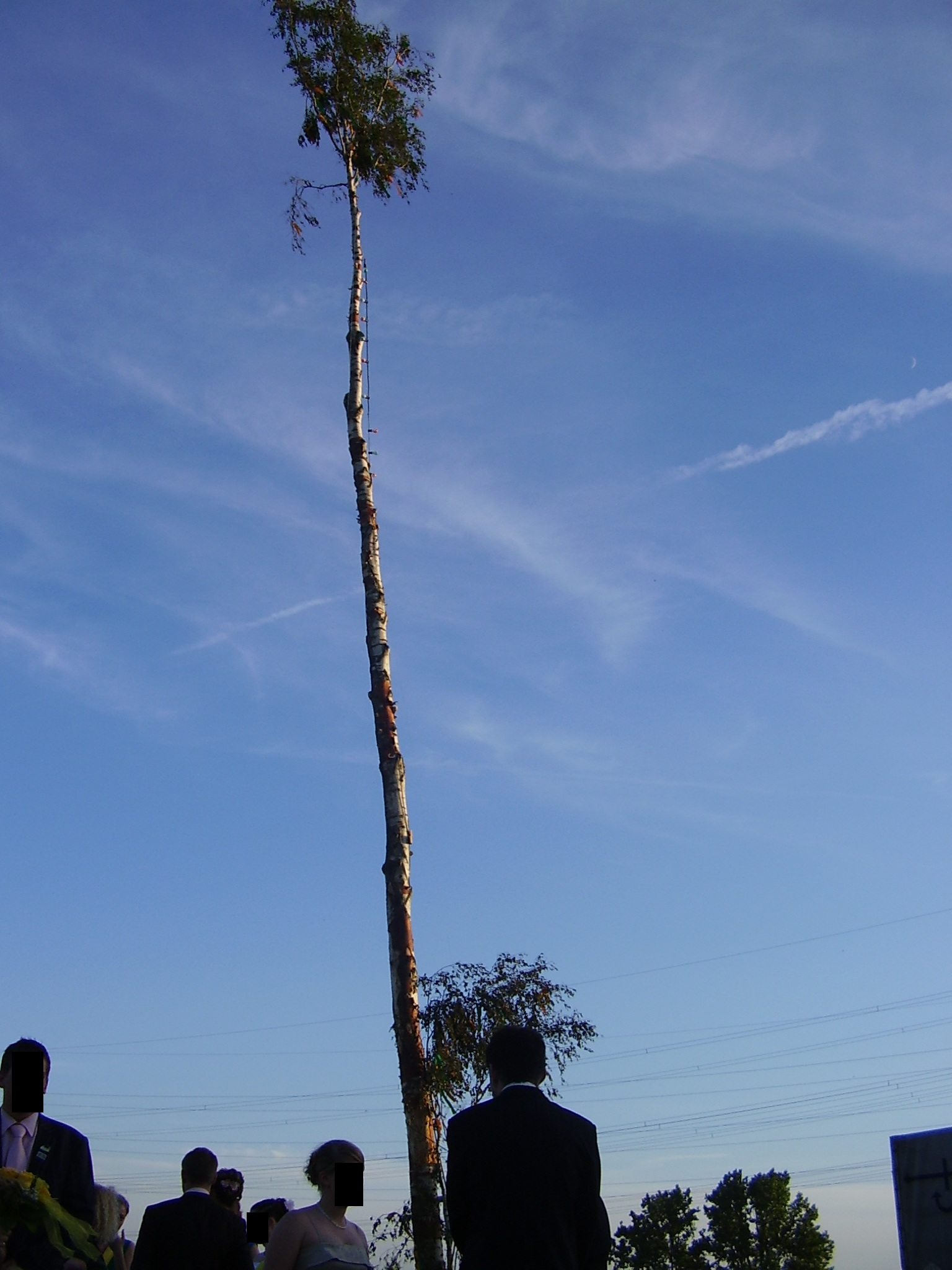
Maibaum vor dem Scherberger Festzelt 2007

In jedem Jahr in der Nacht zum 1. Mai ziehen die Maijungen unter der Leitung ihres Maikönigs durch ihre Ortsteile und singen mit dem Mailied ihre Maimädchen aus, wobei sie um eine Spende bitten, die aus Lebensmitteln (meist Alkoholika und Eier) oder Geldbeträgen bestehen kann. Am Ende dieser Nacht wird ausgezählt und die großzügigste Spenderin zur Maikönigin ernannt. Zu ihr ziehen die Maijungen in den frühen Morgenstunden des 1. Mai und setzen ihr den Maibaum, eine mit bunten Bändern geschmückte Birke. Es folgt ein gemeinsames Frühstück bei der neuen Maikönigin mit den gespendeten Eiern.

## Maiball
Der Maiball wird entweder in der Nacht vom 30. April auf den 1. Mai („in den Mai feiern“) oder im Laufe des Monats Mai, meistens an einem Samstag, gefeiert. Die Traditionen der einzelnen Jungenspiele unterscheiden sich aber nicht nur im Termin. Teilweise ziehen die Maijungen vor dem Maiball in einem kleinen Festzug zu ihrer Maikönigin, um sie zum Maiball abzuholen.
Anstatt eines Festzug oder zusätzlich zu diesem wird teilweise auch ein Maibaum an zentraler Stelle des jeweiligen Gebiets aufgestellt und es wird gemeinsam das Mailied gesungen.
Auf den Maibällen der Jungenspiele wird die komplette Spielspitze des Jungenspiels erstmals Mal der Bevölkerung vorgestellt.

## Jungenspiele
Während das Jungenspiel Euchen am ersten Wochenende nach Pfingsten und das Jungenspiel Linden-Neusen am zweiten Wochenende nach Pfingsten seine Großkirmes feiert, ist der Höhepunkt der Kirmessaison Großkirmes am dritten Wochenende nach Pfingsten. Dann finden mehrere Umzüge der Jungenspiele statt.
Jeweils am Donnerstag werden die Festzelte errichtet, wobei jedes Spiel ein eigenes Zelt stellt. Im Laufe dieses Kirmeswochenendes ziehen die Spiele samstags und am Sonntagvormittag durch ihre jeweiligen Ortsteile, während am Sonntagnachmittag der große, mehrstündige Umzug aller Spiele durch das Ortsgebiet von Würselen stattfindet, eingeleitet durch eine Messe in St. Sebastian und das anschließende große Fahnenschwenken. In einigen Ortsteilen laden die Jungenspiele am Montagmorgen zum Frühschoppen ein, bevor abends ein weiterer Umzug durch die Ortsteile stattfindet. Am Dienstagabend folgt der letzte Umzug durch die Ortsteile. Am Ende eines jeden Umzuges kehrt man in sein Festzelt ein und hat einen geselligen Abend. Das Spiel endet an Kirmesmittwoch, teilweise auch Kirmesdienstag, mit dem Spielbegraben.
Eines der drei Jungenspiele im Zentrum (Bissen, Markt-Preck und Oppen-Haal) wird in jedem Jahr durch den Schützenkönig der St. Sebastianus Schützen-Gesellschaft Würselen 1624 e. V. zum Königsspiel. Dadurch entsteht eine enge Verzahnung der Jungenspiele mit der Schützengesellschaft. Eine ähnliche Regelung existiert bei den anderen Spielen und Ortsteilen mit den jeweiligen Schützenvereinen ebenfalls.
Der Termin des Bardenberger Jungenspiels richtet sich nach dem Kirchenfest Peter und Paul. Die Jungenspiele in Broichweiden (Weidener Jungenspiel, Vorweidener Jungenspiel Nassau und Dobach – St. Jobs) feiern wegen der frühen Schulferien in NRW teilweise die Jungenspiele am ersten Wochenende nach den Schulferien.
Diese Tradition war in der Vergangenheit nicht nur in Würselen verbreitet, in ähnlicher Form gab es sie auch in anderen Teilen des Rheinlandes, aber nur in Würselen konnte das Brauchtum der Jungenspiele bis in die heutige Zeit erhalten werden. Dies liegt besonders am Engagement der beteiligten Personen. In Würselen gibt es 13 (12 offizielle) verschiedene Jungenspiele, jeder Ortsteil feiert mit seinem Jungenspiel die Kirmes, jeder Ortsteil feiert die Kirmes individuell.

## Pritschenkinder
Pritschenkinder sind Gruppen von Kindern die eine Pritsche tragen und vorne bei den Umzügen mitgehen. Führt das Spiel allerdings Fahrradkinder, fahren diese an erster Stelle, wie z. B. in Markt-Preck. Dirigiert werden die in zwei Reihen marschierenden Pritschenkinder, deren Alter heutzutage meist unter 12 Jahren liegt, von dem Pritschenmeister, welcher eine Pfeife mit sich führt und den Kindern durch die Anzahl an Pfiffen bestimmte Aktionen befiehlt, hier z. B. Pritsche hoch/runter, Seitenwechsel oder mit der Pritsche klatschen. Aktionen und Signale können zwischen den Spielen variieren. Früher allerdings waren sechs männliche Pritschenjungen üblich, während heute meist keine oder eine weit gefasste Grenze besteht und Mädchen bei den meisten Vereinen auch mit Pritsche mitgehen können. Jedoch gehen Mädchen beim Oppen-Haaler Jungenspiel mit einem kleinen Fähnchen und werden somit Fahnenmädchen genannt.

### Pritsche und Kleidung der Pritschenkinder
Die Kinder tragen weiße Kleidung, bei den meisten Spielen Hemd und Jeans. Dazu noch weiße Schuhe, vorzugsweise Turnschuhe aufgrund ihrer weiten Verbreitung in gesagter Farbe, und Socken. Um die Hüfte tragen sie eine Schärpe in den Farben des Jungen- oder Königspiels, bei dem sie mitgehen. Dazu kommt oft auch eine Kreissäge als Kopfbedeckung. Bei der Anmeldung bekommt das Kind bzw. die Eltern einen Ausdruck, auf dem die Wünsche des jeweiligen Vereins spezifisch niedergeschrieben sind. Meist ist hier auch die Sauberkeit der Kleidung bei jedem neuen Zug vorgeschrieben und dass das Kind bei einer Nichteinhaltung der Vorschriften von dem Zug ausgeschlossen werden kann.
Die hölzerne Pritsche ist in den meisten Fällen kleiner als die des Pritschenmeisters und in einer passenden Größe für die Hände der Kinder. Kleine Bänder in derselben Farbe wie die Schärpe sind oberhalb des Griffs befestigt, sodass sie über die Hand fallen. Unten am Griff sollte ein Band befestigt sein, um dies um den Arm zu binden, sodass die Pritsche weniger leicht herunterfallen kann. 
Pritschen, Hüte und Schärpen werden von den Vereinen ausgeliehen. Weiße Kleidung wird auch in Grenzen ausgeliehen.

## Liste der Jungenspiele in Würselen
- Jungenspiel Bardenberg
- Jungenspiel Bissen
- Jungenspiel Dobach-St. Jobs
- Jungenspiel Elchenrath
- Jungenspiel Euchen
- Jungenspiel Linden-Neusen
- Jungenspiel Markt-Preck
- Jungenspiel Oppen-Haal
- Morsbach (Würselen) – Siedler Königsspiel
- Scherberger Königsspiel
- Königsspiel Schweilbach-Teut
- Vorweidener Jungenspiel Nassau 1851 e.V.
- Weidener Jungenspiel

Jungenspiele unterscheiden sich von Königsspielen durch die Existenz eines Schützenkönigs. Neben den drei festen Königsspielen (Scherberg, Schweilbach-Teut, Morsbach), die über eigene Schützenvereine verfügen, gibt es im Ortsgebiet Würselen noch ein wechselndes Königsspiel, welches das Spiel austragen darf, dem der amtierende Schützenkönig der Würselener Sebastianus-Schützen zugerechnet wird.